# Zaćmienie Słońca z 21 maja 1993

Zaćmienie Słońca z 21.05.1993

Zaćmienie Słońca z 21 maja 1993 widoczne było jako zaćmienie częściowe w Europie Północnej i Wschodniej, na Islandii, w Arktyce, Kanadzie oraz we wschodnich i środkowych Stanach Zjednoczonych. Zaćmienie osiągnęło swoje maksimum na północnych wybrzeżach Czukotki, gdzie przesłonięciu uległo ponad 73% tarczy słonecznej. Na terytorium Polski Księżyc przesłonił zaledwie kilka procent tarczy Słońca.